# Universitat del País Basc
La Universitat del País Basc (en basc: Euskal Herriko Unibertsitatea; oficialment: Universidad del País Vasco / Euskal Herriko Unibertsitatea) o UPV/EHU és una universitat pública basca que va ser creada el 1980 a partir de la Universitat de Bilbao i s'estén per tot el País Basc.
El seu lema, en basc, és Eman ta zabal zazu (Dona i divulga-ho), que és a la vegada un vers del Gernikako Arbola, un himne basc del segle xix. El seu logotip va ser dissenyat per l'escultor Eduardo Chillida en la dècada de 1970, i es va convertir en un símbol reivindicatiu en la Transició democràtica espanyola.

## Campus universitaris
Una de les característiques d'aquesta universitat és la dispersió de les seves facultats i escoles. Es divideix en tres campus universitaris, corresponent cada un d'ells a una de les tres províncies basques, és a dir, Biscaia, Guipúscoa i Àlaba. La Universitat empra, oficialment, els seus noms en basc llevat del cas d'Àlaba; és a dir:
- Campus de Gipuzkoa
- Campus de Bizkaia
- Campus d'Àlaba.

### Campus de Biscaia
El Campus de Biscaia té la seu central a la localitat de Leioa, a 11 km del centre de Bilbao, a la seu de l'antiga Universitat de Bilbao, a més d'altres localitats.

#### Leioa - Erandio
L'extens campus original de Leioa, inaugurat el 1972, és un exemple d'arquitectura "salvatge", amb formigó nu (béton brute), teulades planes i elements estructurals i funcionals a la vista. Les zones per als vianants de la Universitat s'alcen sobre puntals, imitant als palafits, i deixant així un nivell inferior per a funcions de garatge i pas de vehicles. Aquest nivell inferior es camufla en un desnivell del terreny. El nivell superior disposa de zones verdes elevades, i en ell surten arbres plantats a nivell del terra. Hi ha un heliosciàmetre, un tipus de solar zodiacal, en el nivell superior.
El deteriorament del campus de Leioa, que no ha estat gairebé objecte de rehabilitacions importants des de la seva creació, ha fet necessària l'elaboració d'un ambiciós pla de reforma dotat amb un pressupost de 80 milions d'euros, destinat a adaptar als vianants el campus, eliminar els garatges existents i col·locant així les facultats arran de terra; també es pretén renovar totes les facultats així com crear una xarxa de bidegorris i parcs. Els esmentats treballs van començar després de l'acabament del curs 2005/2006.
Actualment, rep el nom oficial de Campus de Leioa-Erandio a causa de la recent extensió del campus fora dels límits municipals Leioa, i des de la inauguració de les noves instal·lacions esportives el 2005. En l'esmentat centre universitari es troba el vicerectorat del campus de Biscaia, així com el rectorat de la Universitat del País Basc.
Entre altres facultats es troben aquí: 
- Facultat de Ciència i Tecnologia  Arxivat 2006-11-13 a Wayback Machine.
- Facultat de Medicina i Odontologia
- Facultat de Ciències Socials i de la Comunicació
- Facultat de Belles Arts
- Escola Universitària de Relacions Laborals
- Escola Universitària d'Infermeria  Arxivat 2006-08-18 a Wayback Machine.
- Unitat delegada de la facultat de Dret del campus de Guipúscoa

#### Bilbao
A la ciutat de Bilbao es troben alguns dels centres més importants del Campus de Biscaia:
- Facultat de Ciències Econòmiques i Empresarials de Sarriko  Arxivat 2006-12-28 a Wayback Machine. (Ibarrekolanda, Sarriko).
- Escola Universitària de Magisteri  (Deusto)
- Escola Superior d'Enginyers  Arxivat 2006-11-16 a Wayback Machine.  (Sant Mamés)
- Escola Universitària d'Enginyeria Tècnica Indústria  Arxivat 2012-06-20 a Wayback Machine. (La Casilla).
- Escola Universitària d'Estudis Empresarials [12] (Centre).
- Aules de l'Experiència  Arxivat 2006-08-30 a Wayback Machine. (Centre)
- Col·legi Major Miguel de Unamuno  (Sant Ignasi).

#### Portugalete
- Escola Tècnica Superior de Nàutica i Màquines Navals .

#### Baracaldo
- Escola Universitària d'Enginyeria Tècnica Minera i Obres Públiques .

### Campus de Guipúscoa
El Campus de Guipúscoa es distribueix entre Sant Sebastià i Eibar.

#### Sant Sebastià
A Sant Sebastià les diferents facultats i escoles universitàries, que estaven abans distribuïdes per tota la ciutat, han anat agrupant-se en el barri d'Ibaeta on formen l'anomenat Campus d'Ibaeta, on estudien aproximadament el 25% dels estudiants de tota la universitat. Aquí es troben: 
- Facultat de Ciències Químiques [Enllaç no actiu].
- Facultat de Dret  Arxivat 2006-09-09 a Wayback Machine..
- Facultat de Psicologia  Arxivat 2007-07-22 a Wayback Machine..
- Facultat de Filosofia i Ciències de l'Educació  Arxivat 2007-05-28 a Wayback Machine..
- Facultat d'Informàtica . Va ser fundada el 1976 per impartir la llicenciatura d'informàtica. Pertany al grup de les tres primeres Facultats creades a Espanya, juntament amb la Facultat d'Informàtica de Barcelona i la Facultat d'Informàtica de Madrid. Un dels 18 grups d'investigació de la facultat, el Grup IXA, ha fet diverses aportacions en investigació i en aplicacions pràctiques pel basc (corrector ortogràfic, consulta de diccionaris en línia, cercador de documents, sistema de traducció, etc.), col·laborant en paral·lel des de 1986 amb grups catalans en el desenvolupament de tècniques de Processament de llenguatge natural.[1][2][3]
- Escola Tècnica Superior d'Arquitectura .
- Escola Universitària Politècnica de Sant Sebastià  Arxivat 2007-05-28 a Wayback Machine..
- Escola Universitària d'Estudis Empresarials  Arxivat 2007-06-21 a Wayback Machine..
- Escola Universitària de Magisteri de Sant Sebastià  Arxivat 2006-07-18 a Wayback Machine..
- Escola Universitària d'Infermeria  Arxivat 2006-09-09 a Wayback Machine. (Ciutat Sanitària de Sant Sebastià)
- Unitat Docent de Medicina (a l'Escola Universitària d'Infermeria)
- Aules de l'Experiència .

#### Eibar
- Escola d'Enginyeria Tècnica Industrial . Situada en un complex universitari que inclou, a més a més, un poliesportiu i una residència d'estudiants.

### Campus d'Àlaba
El Campus d'Àlaba engloba el 15% dels estudiants de la universitat. Aquest Campus es troba a la zona sud de Vitòria, i en el mateix hi ha una residència, una biblioteca, un aulari i un pavelló esportiu. Aquí es troben: 
- Facultat de Farmàcia  Arxivat 2006-09-15 a Wayback Machine..
- Facultat de Lletres  Arxivat 2020-08-10 a Wayback Machine..
- Escola Universitària d'Enginyeria  Arxivat 2005-04-03 a Wayback Machine..
- Escola Universitària de Magisteri  Arxivat 2006-04-26 a Wayback Machine..
- Escola Universitària de Treball Social  Arxivat 2006-04-26 a Wayback Machine..
- Escola Universitària d'Empresarials  Arxivat 2004-08-29 a Wayback Machine..
- Facultat de Ciències de l'Activitat Física i de l'Esport .
- Unitat Docent de Medicina [Enllaç no actiu] (fora del campus)
- Aules de l'Experiència .

A més, hi ha un centre públic adscrit a la Universitat del País Basc: l'Escola Universitària d'Infermeria  Arxivat 2007-07-12 a Wayback Machine..

## Cursos d'Estiu
La Universitat del País Basc fa els seus Cursos d'Estiu , creats el 1981, a Sant Sebastià. Es tracta d'una sèrie de conferències, xerrades, cursos i classes magistrals sobre diverses matèries dels diferents camps del saber. El seu prestigi és creixent i entre els conferenciants de l'edició 2006 (el seu XXV aniversari) es troba, per exemple, Noam Chomsky, a més d'altres destacades personalitats.

## Personalitats lligades a la universitat

### Professors
- Manuel Agud Querol, lingüista, un dels fundadors de la universitat.
- Joseba Arregui, professor de sociologia, membre de la plataforma Aldaketa  Arxivat 2014-12-16 a Wayback Machine. I exconseller de Cultura del Govern Basc.
- Pedro Miguel Etxenike Landiríbar, catedràtic de Física de la Matèria Condensada i Premi Príncep d'Astúries d'Investigació Científica i Tècnica.
- Fernando Savater, escriptor i filòsof.
- Francisco Letamendia Belzunce Ortzi, escriptor i expolític.
- Laura Mintegi, escriptora i periodista.
- Koldo Gorostiaga Atxalandabaso. Es va doctorar la Universitat de Barcelona amb una tesi sobre Dret del Treball el 1966. Ha treballat com a professor titular a les universitats de Barcelona i Pau. També a Nantes, Bordeus i París. Va ser diputat al Parlament Europeu entre 1999 i 2004.
- Ibon Sarasola, escriptor basc en llengua basca. Professor de la Universitat de Barcelona entre 1987 i 1998.
- Lydia Zapata Peña, arqueòloga, arqueobotànica, professora i investigadora.

### Alumnes
- María Jesús San Segundo, exministra d'Educació (2004-2006)
- Jon Sistiaga Escudero, periodista
- Juan José Ibarretxe, Lehendakari (1999-2009)